# Paul Wonner
Pour les articles homonymes, voir Wonner.
Paul Wonner, né le 24 avril 1920 à Tucson dans l'Arizona et mort le 23 avril 2008 à San Francisco, est un peintre américain, connu pour ses natures mortes hyperréalistes.